# Kovarce
Kovarce (allemand : Kowarz, hongrois : Kovarc) est un village de Slovaquie situé dans la région de Nitra.

## Histoire
Première mention écrite du village en 1280.

## Démographie

### Évolution de la population
| Année:               | 1994. | 2004.   | 2014.   | 2024.   |
| -------------------- | ----- | ------- | ------- | ------- |
| Nombre de personnes: | 1623  | 1577    | 1612    | 1515    |
| Différence:          |       | -2,83 % | +2,21 % | -6,01 % |

| Année:               | 2023. | 2024.   |
| -------------------- | ----- | ------- |
| Nombre de personnes: | 1527  | 1515    |
| Différence:          |       | -0,78 % |